# Kanton Aire-sur-la-Lys
Kanton Aire-sur-la-Lys is een kanton van het Franse departement Pas-de-Calais. Het kanton maakt deel uit van de arrondissementen Sint-Omaars en Béthune.
Bij de herindeling van de kantons in 2015 werden elf van de veertien gemeenten overgeplaatst naar kanton Fruges. De drie overgebleven gemeenten werden aangevuld met dertien gemeenten uit kanton Norrent-Fontes en een uit Lillers.

## Gemeenten
Het kanton Aire-sur-la-Lys omvat de volgende gemeenten volgens de indeling geldig vanaf 2015:
- Aire-sur-la-Lys (hoofdplaats)
- Blessy
- Estrée-Blanche
- Guarbecque
- Isbergues
- Lambres
- Liettres
- Ligny-lès-Aire
- Linghem
- Mazinghem
- Quernes
- Rely
- Rombly
- Roquetoire
- Saint-Hilaire-Cottes
- Witternesse
- Wittes

Voor de herindeling waren dit:
- Aire-sur-la-Lys
- Clarques
- Ecques
- Herbelles
- Heuringhem
- Inghem
- Mametz
- Quiestède
- Racquinghem
- Rebecques
- Roquetoire
- Thérouanne
- Wardrecques
- Wittes